# (2543) Machado
(2543) Machado (1980 LJ) – planetoida z pasa głównego asteroid okrążająca Słońce w ciągu 5,43 lat w średniej odległości 3,09 j.a. Odkryta 1 czerwca 1980 roku.